# Hofen (Runkel)
Hofen ist ein Stadtteil von Runkel im mittelhessischen Landkreis Limburg-Weilburg.

## Geographie
Hofen liegt im Nordosten des Limburger Beckens, rund zwei Kilometer nördlich der Kernstadt Runkel und rund acht Kilometer nordöstlich der Kreisstadt Limburg an der Lahn. In einem scharf eingeschnittenen Tal fließt rund einhundert Meter östlich des Orts der Kerkerbach in Richtung Süden.
Die Hofener Gemarkung ist leicht in West-Ost-Richtung gestreckt und grenzt im Nordwesten an den Beselicher Ortsteil Niedertiefenbach, im Norden an den ebenfalls Runkeler Stadtteil Eschenau, im Nordosten an ein Waldstück, das zur Kernstadt Runkel gehört, im Süden an Schadeck und im Südwesten an Steeden (alles Runkeler Stadtteile). Der westliche Teil der Gemarkung besteht aus landwirtschaftlich genutztem Gelände sowie einem großen Kalksteinbruch, der das Kalkwerk im Nachbarort Steeden versorgt. Der Osten der Gemarkung wird von der Aue des Kerkerbachs sowie von einem großen Mischwaldgebiet geprägt, das nur zum Teil auf Hofener Gemarkung liegt. Die Gemarkung ist 495,5 Hektar groß, davon 132 Hektar Wald.
Der Ort liegt auf 180 bis 190 Metern Höhe und sucht den Schutz einer Nebentalsenke zum Kerkerbach. Der westliche Teil der Gemarkung besteht aus leicht ansteigendem Gelände, das am Rand des Kalksteinbruchs eine Höhe von etwas mehr als 220 Metern erreicht. Östlich des Orts fällt das Gelände schnell bis auf 130 Meter im Kerkerbachtal ab, um weiter östlich im Wald wieder auf bis zu 230 Meter anzusteigen.

## Geschichte

### Ortsgeschichte
Die erste urkundliche Erwähnung von Hofen datiert auf das 13. Jahrhundert.
Hofen ist ein landwirtschaftlich geprägtes Dorf. In der ersten Hälfte des 20. Jahrhunderts gab es bis zu 35 landwirtschaftliche Betriebe. Die evangelische Kirche im Ortskern wurde ab 1737 errichtet. Das Schulgebäude aus dem 19. Jahrhundert und eine alte Viehwaage sind weitere denkmalgeschützte Gebäude des Orts. Eine im Jahr 1710 erbaute Getreidemühle in Fachwerkbauweise, die heute ein Restaurant beherbergt, befindet sich südlich des Dorfs im Kerkerbachtal.
In der ersten Hälfte des 19. Jahrhunderts war in der Gemeinde Hofen eine Feuerspritze stationiert. Bei ausbrechendem Brand hatten die Einwohner diese sofort herbeizuholen. Sie wurde im eigenen Löschbezirk eingesetzt, aber auch vom benachbarten Löschbezirk Obertiefenbach zur Verstärkung angefordert.
Im Jahr 2002 wurde der Ort in das Dorferneuerungsprogramm aufgenommen, in dessen Rahmen mehrere historische Gebäude restauriert wurden.
Hessische Gebietsreform (1970–1977)
Im Zuge der Gebietsreform in Hessen fusionierten die bis dahin selbständige Gemeinde Hofen und weitere Gemeinden am 31. Dezember 1970 freiwillig mit der Stadt Runkel. Dadurch wurde Hofen ein Stadtteil von Runkel.
Für die eingegliederten Gemeinden sowie für die Kernstadt wurde je ein Ortsbezirk mit Ortsbeirat und Ortsvorsteher nach der Hessischen Gemeindeordnung gebildet.

### Verwaltungsgeschichte im Überblick
Die folgende Liste zeigt die Staaten bzw. Herrschaftsgebiete und deren untergeordnete Verwaltungseinheiten, in denen Hofen lag:
- vor 1806: Heiliges Römisches Reich, Anteil der Grafschaft (seit 1791 Fürstentum) zu Wied-Runkel, Amt oder Herrschaft Runkel und Anteil des Kurfürstentums Trier, Unteres Erzstift, Amt Limburg, Gericht Villmar (Abtei St. Matthias bei Trier)
- 1806–1813: Großherzogtum Berg, Département Sieg, Arrondissement Dillenburg, Kanton Runkel (ab 1811 Kanton Hadamar)
- 1813–1815: Fürstentum Nassau-Oranien, Amt Runkel
- ab 1816: Herzogtum Nassau, Amt Runkel
- ab 1849: Herzogtum Nassau, Kreisamt Limburg[Anm. 1]
- ab 1854: Herzogtum Nassau, Amt Runkel
- ab 1867: Norddeutscher Bund[Anm. 2], Königreich Preußen, Provinz Hessen-Nassau, Regierungsbezirk Wiesbaden, Oberlahnkreis[Anm. 3]
- ab 1871: Deutsches Reich, Königreich Preußen, Provinz Hessen-Nassau, Regierungsbezirk Wiesbaden, Oberlahnkreis
- ab 1918: Deutsches Reich, Freistaat Preußen, Provinz Hessen-Nassau, Regierungsbezirk Wiesbaden, Oberlahnkreis
- ab 1944: Deutsches Reich, Freistaat Preußen, Provinz Nassau, Oberlahnkreis
- ab 1945: Amerikanische Besatzungszone, Groß-Hessen, Regierungsbezirk Wiesbaden, Oberlahnkreis
- ab 1946: Amerikanische Besatzungszone, Land Hessen, Regierungsbezirk Wiesbaden, Oberlahnkreis
- ab 1949: Bundesrepublik Deutschland, Land Hessen, Regierungsbezirk Wiesbaden, Oberlahnkreis
- ab 1968: Bundesrepublik Deutschland, Land Hessen, Regierungsbezirk Darmstadt, Oberlahnkreis
- ab 1971: Bundesrepublik Deutschland, Land Hessen, Regierungsbezirk Darmstadt, Oberlahnkreis, Stadt Runkel[Anm. 4]
- ab 1974: Bundesrepublik Deutschland, Land Hessen, Regierungsbezirk Darmstadt, Landkreis Limburg-Weilburg, Stadt Runkel
- ab 1981: Bundesrepublik Deutschland, Land Hessen, Regierungsbezirk Gießen, Landkreis Limburg-Weilburg, Stadt Runkel

### Bevölkerung
Einwohnerentwicklung
| Hofen: Einwohnerzahlen von 1834 bis 2020 | Hofen: Einwohnerzahlen von 1834 bis 2020 | Hofen: Einwohnerzahlen von 1834 bis 2020 | Hofen: Einwohnerzahlen von 1834 bis 2020 | Hofen: Einwohnerzahlen von 1834 bis 2020 |
| --- | ---------------------------------------- | ---------------------------------------- | ---------------------------------------- | ---------------------------------------- |
| Jahr |                                          |                                          |                                          | Einwohner                                |
| 1834 | 1834                                     |                                          | 287                                      | 287                                      |
| 1840 | 1840                                     |                                          | 300                                      | 300                                      |
| 1846 | 1846                                     |                                          | 299                                      | 299                                      |
| 1852 | 1852                                     |                                          | 316                                      | 316                                      |
| 1858 | 1858                                     |                                          | 320                                      | 320                                      |
| 1864 | 1864                                     |                                          | 344                                      | 344                                      |
| 1871 | 1871                                     |                                          | 341                                      | 341                                      |
| 1875 | 1875                                     |                                          | 326                                      | 326                                      |
| 1885 | 1885                                     |                                          | 355                                      | 355                                      |
| 1895 | 1895                                     |                                          | 313                                      | 313                                      |
| 1905 | 1905                                     |                                          | 314                                      | 314                                      |
| 1910 | 1910                                     |                                          | 292                                      | 292                                      |
| 1925 | 1925                                     |                                          | 278                                      | 278                                      |
| 1939 | 1939                                     |                                          | 235                                      | 235                                      |
| 1946 | 1946                                     |                                          | 380                                      | 380                                      |
| 1950 | 1950                                     |                                          | 409                                      | 409                                      |
| 1956 | 1956                                     |                                          | 376                                      | 376                                      |
| 1961 | 1961                                     |                                          | 373                                      | 373                                      |
| 1967 | 1967                                     |                                          | 353                                      | 353                                      |
| 1970 | 1970                                     |                                          | 962                                      | 962                                      |
| 1980 | 1980                                     |                                          | ?                                        | ?                                        |
| 1990 | 1990                                     |                                          | ?                                        | ?                                        |
| 2000 | 2000                                     |                                          | ?                                        | ?                                        |
| 2011 | 2011                                     |                                          | 414                                      | 414                                      |
| 2015 | 2015                                     |                                          | 418                                      | 418                                      |
| 2020 | 2020                                     |                                          | 418                                      | 418                                      |
| Datenquelle: Historisches Gemeindeverzeichnis für Hessen: Die Bevölkerung der Gemeinden 1834 bis 1967. Wiesbaden: Hessisches Statistisches Landesamt, 1968. Weitere Quellen: LAGIS; Stadt Runkel; Zensus 2011 |                                          |                                          |                                          |                                          |

Einwohnerstruktur 2011
Nach den Erhebungen des Zensus 2011 lebten am Stichtag, dem 9. Mai 2011, in Hofen 414 Einwohner. Darunter waren 6 (1,5 %) Ausländer.
Nach dem Lebensalter waren 66 Einwohner unter 18 Jahren, 180 zwischen 18 und 49, 90 zwischen 50 und 64 und 78 Einwohner waren älter.
Die Einwohner lebten in 165 Haushalten. Davon waren 39 Singlehaushalte, 60 Paare ohne Kinder und 63 Paare mit Kindern, sowie 3 Alleinerziehende und keine Wohngemeinschaften. In 24 Haushalten lebten ausschließlich Senioren und in 111 Haushaltungen lebten keine Senioren.
Religionszugehörigkeit
| • 1885: | 313 evangelische (= 88,17 %), 37 katholische (= 10,42 %) und 5 (= 1,41 %) jüdische Einwohner |
| • 1961: | 292 evangelische (= 78,28 %), 81 katholische (= 21,72 %) Einwohner                           |

## Politik
Seit den Kommunalwahlen in Hessen 2021 ist die Ortsvorsteherin Gundula Helsper (SPD).

## Kultur und Sehenswürdigkeiten

### Vereine
Hofen verfügt über die im Jahr 1934 gegründete Freiwillige Feuerwehr Hofen (seit 13. August 1992 mit Jugendfeuerwehr) und über den Turn- und Sportverein in Gemeinschaft mit dem Nachbarort Eschenau. Ebenso ist der Motor-Sport-Club Crazy Horses Hofen-Steeden in zwei Orten vertreten. 

### Kulturdenkmäler

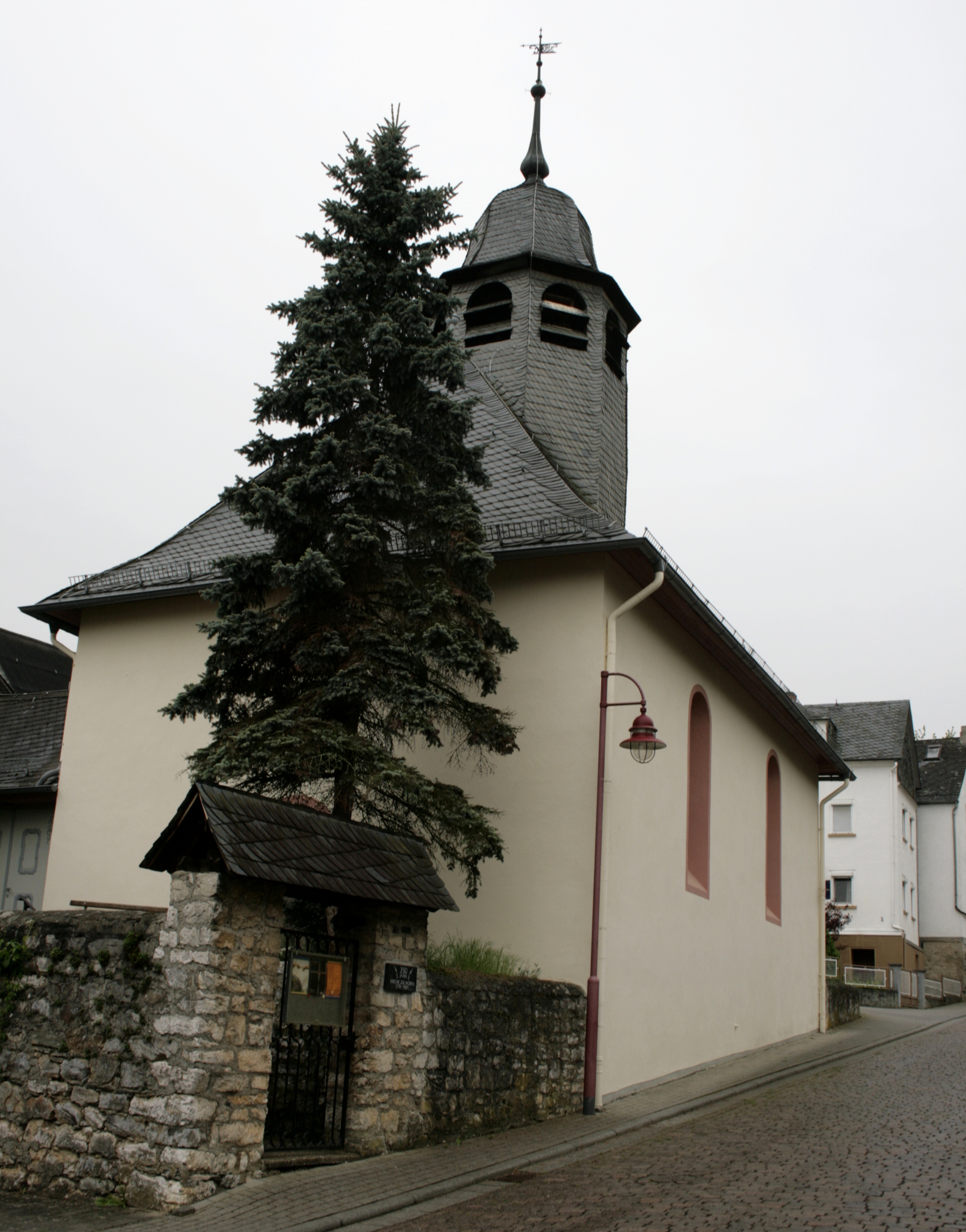
Kirche
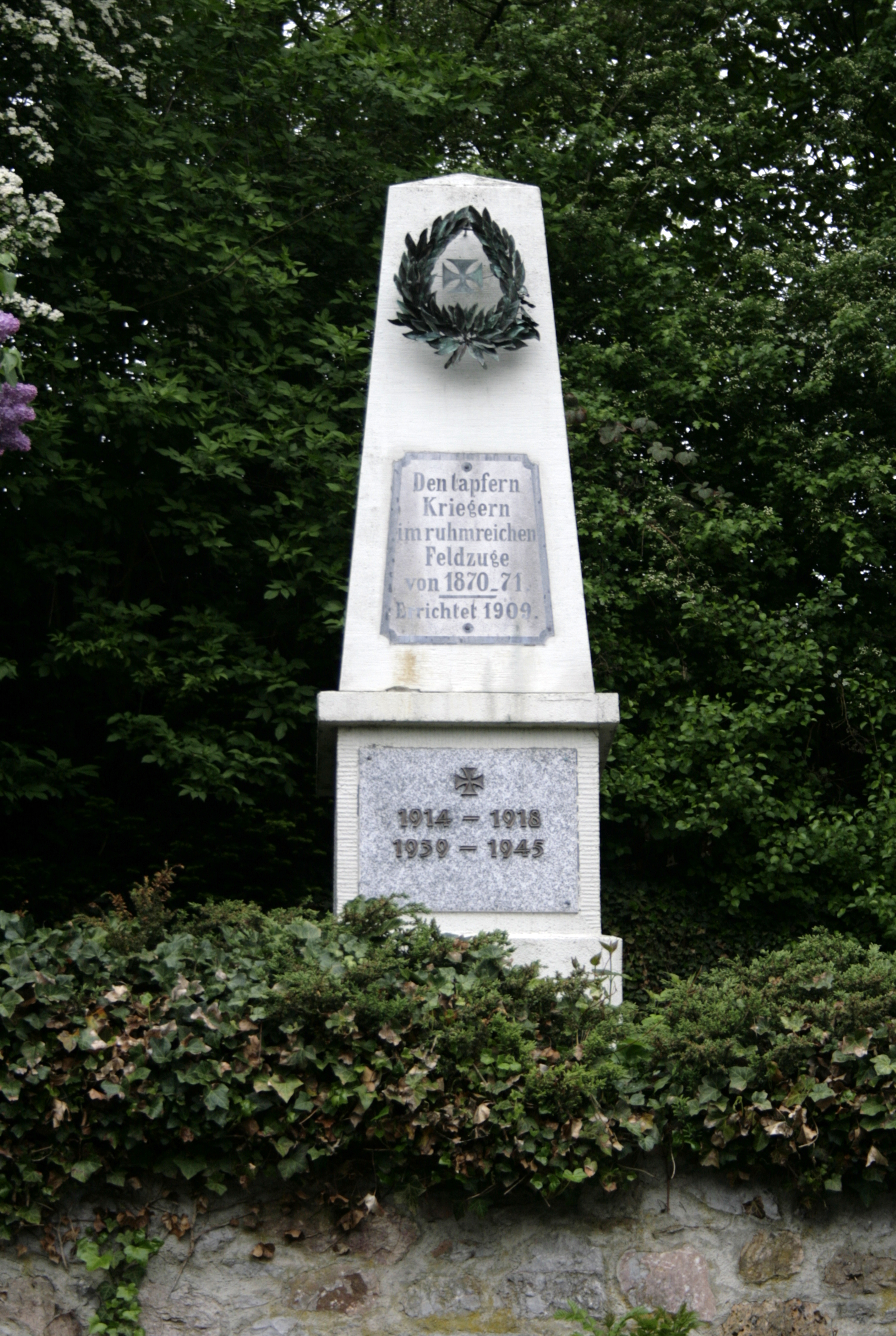
Kriegerdenkmal
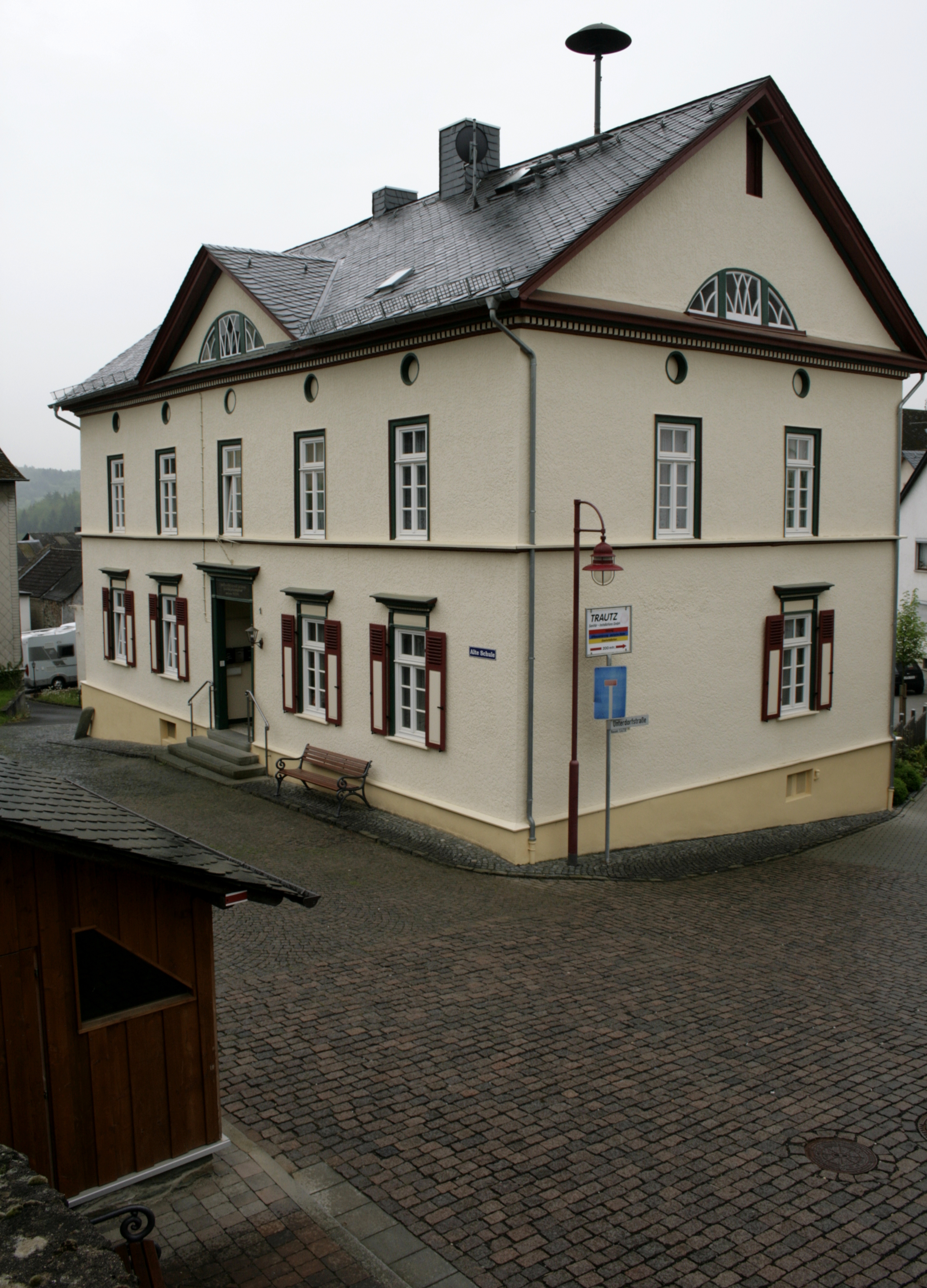
Ehemalige Rathausschule
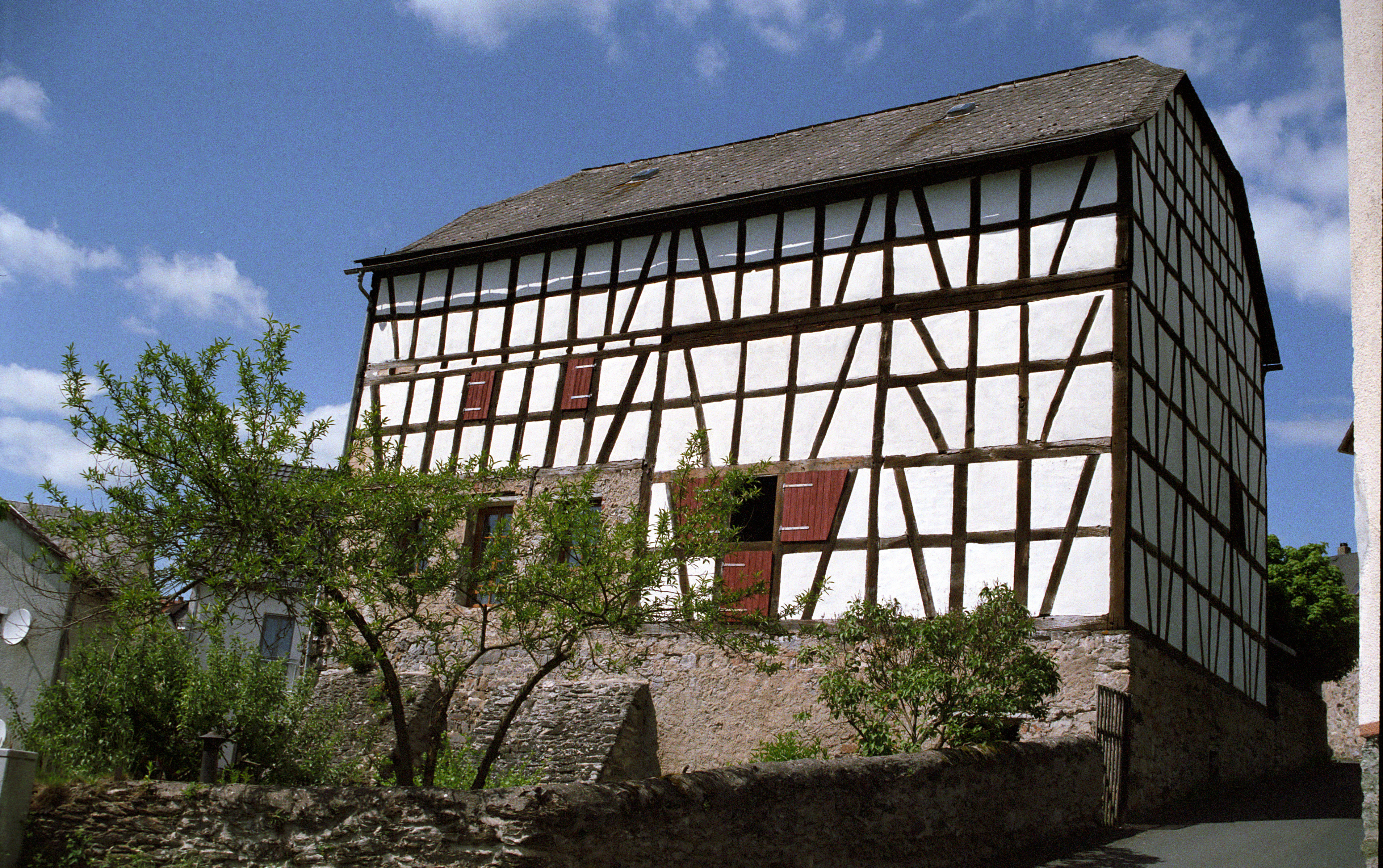
Großscheune Wiesenstraße 2
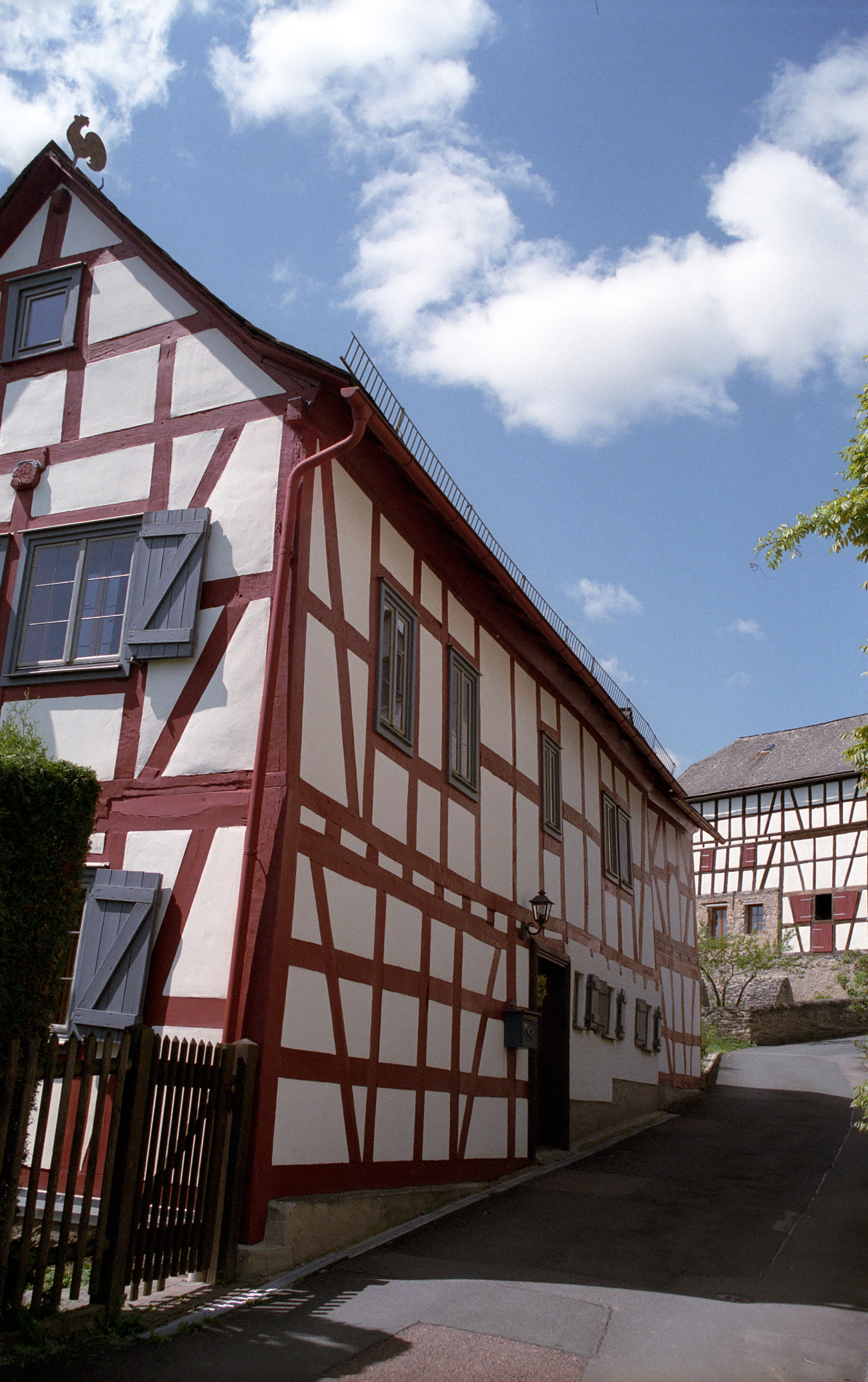
Wohnhaus Wiesenstraße 4
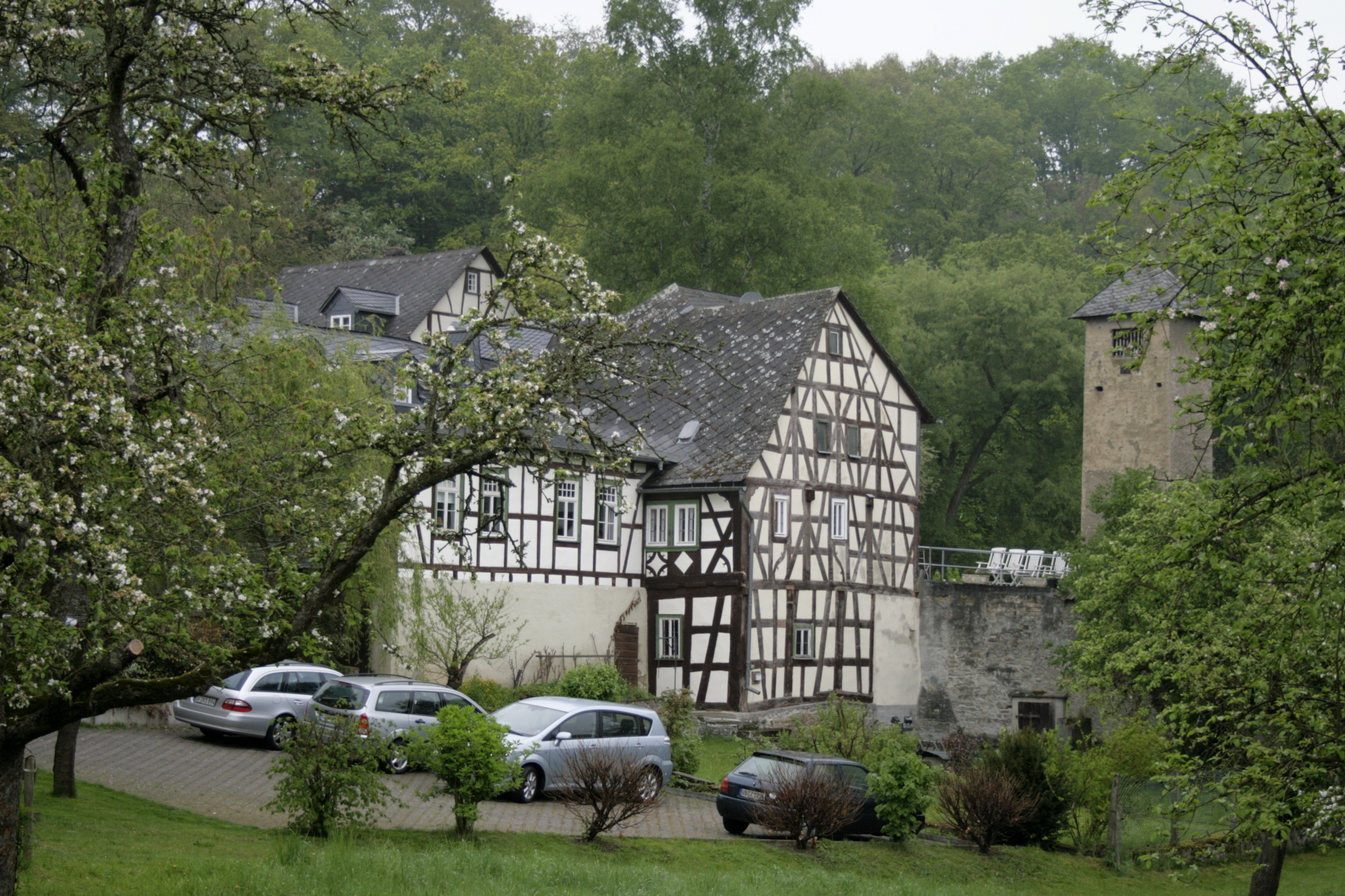
Unterhofener Mühle

Das charakterisierende Merkmal des Dorfes ist die im 19. Jahrhundert vermutlich nach einem Brand neugeordnete, fast geradlinige Hauptstraße. Die Straße wurde dabei mit einer mittleren Stützmauer terrassiert und in einen Ober- und Unterlauf geteilt. Am breitesten Abschnitt der Unterdorfstraße befinden sich zentral die kleine Barockkirche und die stattliche, klassizistische Rathausschule. Gegenüber, wo der Hang eine weitere Stützmauer erforderte, wurden Erdkeller für die Vorratshaltung eingerichtet. Hofen galt im 19. Jahrhundert als „Nassauisches Musterdorf“. Zeugnisse dieser Zeit sind auch einzelne Scheunen. So beherrscht die Großscheune der Wiesenstraße 2 das gesamte Ortsbild aus der Talseite. Ein kleiner Scheunenbau am unteren Ortsende (Kerkerbachtalstraße 23) zeichnet sich durch ein kunstvolles Mansarddach aus. Ein ähnlicher Bau (Unterdorfstraße 8) wurde 1984 in den Hessenpark transloziert.

#### Evangelische Kirche
Bei der evangelischen Kirche handelt es sich um einen kapellenähnlicher Kleinbau von 1737/40. Auf dem (späteren ?) Walmdach sitzt ein Glockenturm in Form eines Dachreiters mit Schweifhaube und einem aus drei Glocken bestehenden Geläut. Der flachgedeckte Innenraum ist weitgehend erneuert. Einzelne Reste der volkstümlich barocken Ausmalung sind erhalten. Auf dem ehemaligen Kirchhof befinden sich noch einige schlichte Grabsteine des 18./19. Jahrhunderts. Der neue Friedhof ist eine Anlage aus der Mitte des 19. Jahrhunderts, als der kleine Kirchhof mit zunehmender Einwohnerzahl nicht mehr ausreichte und in größerer Form an die Nordseite des Ortes verlegt wurde. Die streng rechteckige Bruchsteinfassung besitzt ein Portal mit gegliederten Marmorpfeilern und ein geschmiedetes Eisentor. Dahinter formen zwei gleichzeitig gesetzte, heute mächtige Bäume einen symbolhaften, zweiten Eingang.

#### Kriegerdenkmal
Errichtet wurde das kleine Kriegerdenkmal im Jahre 1909 am oberen Ortsrand und in der Mittelachse der Hauptstraße. Es handelt sich dabei um ein schlichtes Kleindenkmal aus einem Sockel und Pylon. Teils wurde es aus Kunst- und teils aus Werkstein erbaut. Vorne befindet sich ein Ehrenkranz in getriebenem Metall. Die Namenstafeln erinnern, denkmaltypologisch eine Seltenheit, an drei Hauptereignisse: Die Befreiungskriege von 1813, die Revolution von 1848 und den Deutsch-Französischen Krieg von 1870/71. Spätere Plakette zum Gedenken der Gefallenen der beiden Weltkriege.

#### Ehemalige Rathausschule
Der klassizistische Bau wurde 1820 errichtet. Es handelt sich um einen Putzfachwerkbau an der Hauptstraße mit einer vollständigen und feingezeichneten Gliederung. Hervorzuheben sind das Maßwerk der Thermenfenster in den Giebeln, Friese und Profile. Auf dem äußeren Türrahmen steht in pädagogischer Lateinschrift: „Jugendbildung und Rath für Gemeindewohl Sey die Bestimmung. Sey dieses Hauses Zweck, edel und nützlich vereint. AEDIFIC: IN ANNO MDCCCXX“.

#### Hofanlage Wiesenstraße 2
Bemerkenswert ist die Großscheune am unteren Dorfrand. Es handelt sich um einen ungewöhnlichen Bau, der mit seiner Breitseite bestimmend und riegelartig über der Wiese und der Tallandschaft steht. Auf das ausgleichende, gut 4 Meter hohe Bruchstein-Untergeschoss folgen drei Fachwerkgeschosse und ein vollgeschossiges Krüppelwalmdach, das dorfseitig mit Kleingaupen besetzt ist. Erbaut wurde die Scheune wohl zwischen 1750 und 1800. Die Scheune ist die größte ihrer Art im Landkreis Limburg-Weilburg. Der aufwendige, gusseiserne und mit Säulen verfestigte Hofzaun unterstreicht, dass das kleine Gut eines der vermögendsten des Ortes war. Die Gesamtanlage vermittelt den beinahe geschlossenen Eindruck eines Hofes um 1850.

#### Haus Wiesenstraße 4
Ein schmaler und langgestreckter Fachwerkbau am talwärts führenden Ortsausgang. Ein eigentlicher Scheunenteil ist nicht erkennbar, so dass hier am ehesten eine unterbäuerliche oder Handwerkerwohnstelle, vielleicht auch ein Schäferhaus bestand. Am ältesten ist der einzonige, geschlossene Abschnitt an der Nordseite mit Tennenöffnung am Obergeschoss.

#### Scheune Kerkerbachtalstraße 23
Der kleine, freistehende Scheunenbau thront über dem Tal am unteren Ende der Gesamtanlage. Die Giebelseite wirkt durch die überhöhte Position sehr mächtig und lässt das verhältnismäßig geringe Volumen der Scheune, bedingt durch die geringe Länge, zunächst nicht erahnen. Errichtet um 1830 als konstruktiv schlichter Fachwerkbau. Um einiges später ist der niederlaßähnliche Schuppen am Nordostgiebel entstanden. Beachtlich ist das hohe und sorgsam geformte Mansardgiebeldach, doppeltraufig und mit Aufschieblingen.

#### Unterhofener Mühle
Neben der nicht unter Denkmalschutz stehenden, aber noch in äußerst schlechtem Zustand erhaltenen Oberhofener Mühle, südlich der Ortslage gelegen, hat sich die sogenannte Unterhofener Mühle erhalten. Es handelt sich um einen umfangreichen, vor allem im 19. Jahrhundert mehrfach erweiterten Mühlenhof. Vom ältesten Teil, einem traufseitig vergrößerten Wohn- und Betriebshaus, zeigen sich die beiden Giebel mit guten Fachwerk-Schmuckformen. Auf dem Türsturz findet man die Inschrift des Erbauers und die Jahreszahl 1740. Neben einer nicht mehr erhaltenen Ölmühle wurde bereits früh mit Wasserkraft Strom produziert. Die heute noch genutzte Technik basiert auf Turbinenbetrieb. Unter den übrigen Bauten ist das Wohnhaus an der Nordostseite in konstruktivem Sichtfachwerk bemerkenswert. Der in die Hauswand eingefügte und mit der Jahreszahl 1855 bezeichnete Laufbrunnen besteht aus Lahnmarmor mit guter Gliederung. Der produzierte Strom wurde über das eingebundene Umspanntürmchen bereits in den 1920er Jahren an die Main-Kraftwerke abgegeben.

## Infrastruktur
Die Freiwillige Feuerwehr Hofen, gegr. 1934 (seit 13. August 1992 mit Jugendfeuerwehr), sorgt für den abwehrenden Brandschutz und die allgemeine Hilfe.